# Золотой квадрат (Парагвай)
«Золотой квадрат» (исп. Cuatrinomio de Oro) — группа влиятельных парагвайских политиков 1960—1980-х годов, ближайшее окружение президента-диктатора Альфредо Стресснера. Включал трёх членов правительства и президентского секретаря. Под руководством Стресснера члены «Золотого квадрата» стояли во главе правящего стронистского режима, определяли политику государства и партии Колорадо. Обладали негативной репутацией из-за политических репрессий и коррупционных махинаций. После падения режима были привлечены к судебной ответственности.

## Состав и функции
В 1954 к власти в Парагвае пришёл генерал Альфредо Стресснер. Утвердился крайне правый диктаторский режим, получивший название стронизм. Политика стронизма основывалась на парагвайском национализме, непримиримом антикоммунизме, жёстких политических репрессиях, стимулировании экономического роста. Социальной опорой являлся блок военно-полицейского командования, государственной бюрократии, партаппарата Колорадо и криминальных структур. Массовую поддержку обеспечивали консервативное крестьянство, городской средний класс и представители оргпреступности. Видную роль играли партийные ополчения — вооружённые формирования активистов Колорадо.
Примерно за десятилетие оформились система и правящая группа стронизма. Рубежный момент обозначился в 1966 — отставка министра внутренних дел Эдгара Инсфрана, олицетворявшего первоначальный «романтический» период. Ближайшее окружение президента Стресснера составили
- Сабино Монтанаро — министр внутренних дел, вице-председатель партии Колорадо. Стоял во главе карательных органов стронизма. В систему МВД входили полиция и службы политического сыска, на министерство замыкались партийные ополчения. Репрессивность являлась одной из важнейших функций системы.
- Адан Годой — министр здравоохранения. Курировал социальную политику стронизма.
- Эухенио Хаке — министр юстиции и труда. Руководил административным аппаратом и судебной системой. Организовал Группы антикоммунистического действия (GAA) — формирования типа аргентинского Triple A.
- Марио Абдо Бенитес-старший — личный секретарь президента. Руководил канцелярией и делопроизводством Стресснера.

Ведущее положение во власти определялось не столько государственными должностями, сколько персональной близостью к Стресснеру. Эта группа получила наименование Cuatrinomio de Oro — Золотой квадрат (также — «Золотая четвёрка» или «Свирепая четвёрка»).
Президент Стресснер был склонен к единоличным решениям. Он сам вникал во все значимые вопросы и не нуждался в «серых кардиналах». Однако члены «Золотого квадрата» являлись главными проводниками стресснеровской политики и обладали при диктаторе заметным совещательным голосом.

## Роль в политике и власти
Монтанаро обвинялся в явно избыточной жестокости; спецслужбы DIPC и DNAT, ополчения Macheteros и Garroteros внушали страх и ненависть. Годой считался ограниченным чиновником. Хаке воспринимался как идеологический фанатик, многих отталкивал его хмурый имидж и криминальные методы GAA. Абдо Бенитес имел репутацию человека недалёкого, но такие характеристики опровергались длительностью его пребывания во власти. 
В то же время, тридцатипятилетний период стронизма был отмечен не только репрессиями, коррупцией и криминалом, но и быстрым экономическим ростом, интенсивной социальной динамикой. Члены «Золотого квадрата» проявлялись и на этих направлениях политики (хотя в меньшей степени, нежели такие деятели, как Эдгар Инсфран или Хуан Мануэль Фрутос Флейтас).

«Ужасающий министр внутренних дел, скучный министр здравоохранения, фольклорный, но от этого не менее опасный министр юстиции и неописуемый личный секретарь» — так перечисляют их нынешние историки. В этом составе помогали они Альфредо Стресснеру править Парагваем.

Во второй половине 1980-х оппозиционные настроения распространились в партии Колорадо. Фракция Tradicionalistas («традиционалисты») во главе с Луисом Марией Арганьей выступала за отставку Стресснера и либерально-демократические реформы, требовала устранить «Золотой квадрат». Возникло брожение и в армейском командовании — влиятельные генералы были также недовольны всевластием «Золотого квадрата».
Оппозиционерам противостояла фракция Militancias («воинствующие»). Руководили ортодоксальными стронистами Сабино Монтанаро, Эухенио Хаке, начальник DIPC и организатор Macheteros Пастор Коронель, вожак Garroteros Рамон Акино. На съезде Колорадо 1 августа 1987 победу одержали Мilitancias. Они провели партийную чистку, установив полный контроль «Золотого квадрата». Был взят курс на пожизненное правление Альфредо Стресснера с последующей передачей власти его сыну Густаво.
Эти планы были сорваны военным переворотом 3 февраля 1989. Возглавили мятеж генералы Андрес Родригес и Лино Овьедо. Новым президентом стал Родригес. Сподвижник и родственник Стресснера объявил программу реформ, в целом совпадавшую с установками Tradicionalistas. Альфредо Стресснер был выслан из Парагвая в Бразилию. Годой, Хаке, Абдо Бенитес арестованы; Монтанаро успел бежать в Гондурас. Строгость к членам «Золотого квадрата» должна была продемонстрировать серьёзность реформаторских намерений.

## Судьбы и оценки
Годой, Хаке и Абдо Бенитес предстали перед судом. Годой обвинялся в финансовых манипуляциях с фиктивным строительством больниц, Хаке — в хищении бюджетных средств, Абдо Бенитес — в присвоении земельных участков в ходе аграрной реформы. Все трое были признаны виновными и приговорены к тюремному заключению. Годой отбывал несколько месяцев, Абдо Бенитес — три года, Хаке — пять лет. После освобождения перенесший инсульт Годой и подверженный болезни Парокинсона Абдо Бенитес вели замкнутый образ жизни. Хаке был активен, занимался юридической практикой, но отошёл от политики. Общественность возмущалась, что им предъявлялись только коррупционные обвинения, а не преступления против человечности.
Монтанаро в 2009 вернулся в Парагвай после двадцатилетней эмиграции. Был арестован, помещён в тюрьму, затем под домашний арест. Против него выдвигались обвинения в злоупотреблениях властью, незаконных арестах, пытках и убийствах. Начался судебный процесс, но не дошёл до приговора.
Сабино Монтанаро умер в 2011, Марио Абдо Бенитес — в 2013, Адан Годой — в 2017. Монтанаро и Абдо Бенитес скончались в парагвайском Асунсьоне, Годой — в бразильском Сан-Паулу. Никто из них не выражал сожаления о своей прежней деятельности.
В 2018 президентом Парагвая был избран кандидат правых сил Марио Абдо Бенитес — сын Абдо Бенитеса-старшего. На церемонии инаугурации присутствовал Эухенио Хаке — последний член «Золотого квадрата». Хаке отметил, что демократический строй современного Парагвая стал итогом позитивной эволюции, включавшей период стронизма. Он признал жестокость диктатуры, но объяснил её общими нравами тех времён. Погибших противников режима Хаке назвал не жертвами репрессий, а убитыми в бою.